# Volo Allied Air 111
Il volo Allied Air 111 era un collegamento per trasporto merci internazionale da Accra, in Ghana, a Lagos, in Nigeria. Il 2 giugno 2012, un Boeing 727-200F operante il volo uscì di pista durante l'atterraggio all'aeroporto Internazionale Kotoka, Ghana. L'aereo oltrepassò la pista, sfondò il recinto perimetrale dell'aeroporto e colpì un minibus presente sulla carreggiata. Tutti e quattro i membri dell'equipaggio sul jet sopravvissero, ma i dieci a bordo del minibus persero la vita.

## L'aereo
Il velivolo coinvolto era un Boeing 727-221F, marche 5N-BJN, numero di serie 22540, numero di linea 1796. Volò per la prima volta il 16 aprile 1982 e venne consegnato a Pan American World Airways il mese successivo. Operò in seguito per Express One International e All Canada Express. Entrò infine nella flotta di Allied Air nel 2006. Era spinto da 3 motori turboventola Pratt & Whitney JT8D-17A. Al momento dell'incidente, l'aereo aveva poco più di 30 anni e aveva accumulato 40 251 ore di volo in 25 380 cicli di decollo/atterraggio.

## L'incidente
Il volo Allied Air 111 decollò da Lagos alle 19:04 ora locale e venne autorizzato a salire al livello di volo 240. Il volo operava secondo le regole del volo strumentale (IFR). Le condizioni meteorologiche segnalate non erano buone ed erano presenti forti turbolenze.
Durante l'avvicinamento ad Accra, l'equipaggio venne prima autorizzato a scendere fino a 2 000 piedi (610 m) e poi a salire a 3 000 piedi (910 m) a causa delle alture. Il comandante decise di effettuare un avvicinamento ILS (Instrument landing system); tuttavia, in seguito disattivò il pilota automatico e decise di volare manualmente.
Il velivolo incontrò condizioni meteorologiche per il volo strumentale (IMS), con pioggia e zero visibilità. L'atterraggio diventò instabile e l'aereo atterrò a una velocità di 167 nodi (309 km/h). Gli inversori di spinta e i freni vennero attivati, ma si rivelarono inefficaci. Il carrello anteriore rimase in aria e non toccò terra fino a quando il 727 non oltrepassò il recinto perimetrale.
L'aereo superò la pista e colpì il sistema luminoso di avvicinamento. Distrusse poi il localizzatore ILS, i cui detriti colpirono un taxi di passaggio, ferendo il suo unico occupante. Il velivolo entrò quindi nell'affollata Giffard Road e schiacciò un minibus con 10 persone a bordo; tutti loro rimasero uccisi. Sradicò infine un albero e si fermò in un'area aperta vicino allo stadio El-Wak.

## Le indagini
L'indagine della commissione investigativa sugli incidenti del governo ghanese concluse che la causa dell'incidente era un errore del pilota, che atterrò a 4 000 piedi (1 200 m) dalla testata della pista 03. La distanza rimanente era insufficiente per consentire all'aereo di fermarsi. L'inchiesta appurò che entrambi i piloti cercarono di atterrare immediatamente, forse per pressioni da parte della compagnia aerea. Non estesero inoltre gli speed brakes, contribuendo al superamento della pista.